# Champlain (Nowy Jork)
Champlain – miasto w Stanach Zjednoczonych, w stanie Nowy Jork, w hrabstwie Clinton.